# Bui Xuan Phai
Bui Xuan Phai (ou Bùi Xuân Phái ou Xuan Phai Bui) né le 1er septembre 1920 à Hanoï et mort le 24 juin 1988 dans la même ville est un peintre vietnamien.

## Biographie

May Trang (en 2017) avec le portrait peint par Bui Xuan Phai en 1988.

Bui Xuan Phai nait dans une famille de Hanoi. Son père a été éduqué sous le système colonial français, ce qui a valu une réputation intellectuelle à ses enfants. Phai n'a cependant  pas eu de bonnes relations avec son père. Phai a vendu son premier tableau à Hanoi alors qu'il n'a que 20 ans.
Il est  élève de la section peinture de l'École  des beaux-arts d'Indochine, de 1941 à 1945.  Cette école, fondée en 1924 par le français Victor Tardieu et l'artiste vietnamien Nguyen Nam Sona valorise la peinture française et Bui Xuan Phai est influencé par Picasso, Matisse, Chagall... Durant ses études il dessine des illustrations pour des journaux de Hanoi afin de payer ses cours.  Ses études prennent fin  en mars 1945 lorsque les forces japonaises chassent l'administration coloniale française, ce qui entraîne la fermeture de l'école. Phái s'installe alors,  avec d'autres artistes, dans la province de Thanh Hóa,. Il retourne à Hanoï en 1952. Il enseigner à l'École des Beaux-Arts lors de sa réouverture en 1955. Mais il perd son poste d'enseignant en octobre 1957 pour avoir soutenu le mouvement cutturel Nhân Văn-Giai Phẩm, qui demander la liberté pour les artistes d' exprimer leurs opinions politiques. Bui Xuan Phai ne pourra montrer son travail en public qu'en 1984. C'est cette année-là qu'il présente son unique exposition individuelle à Hanoï.

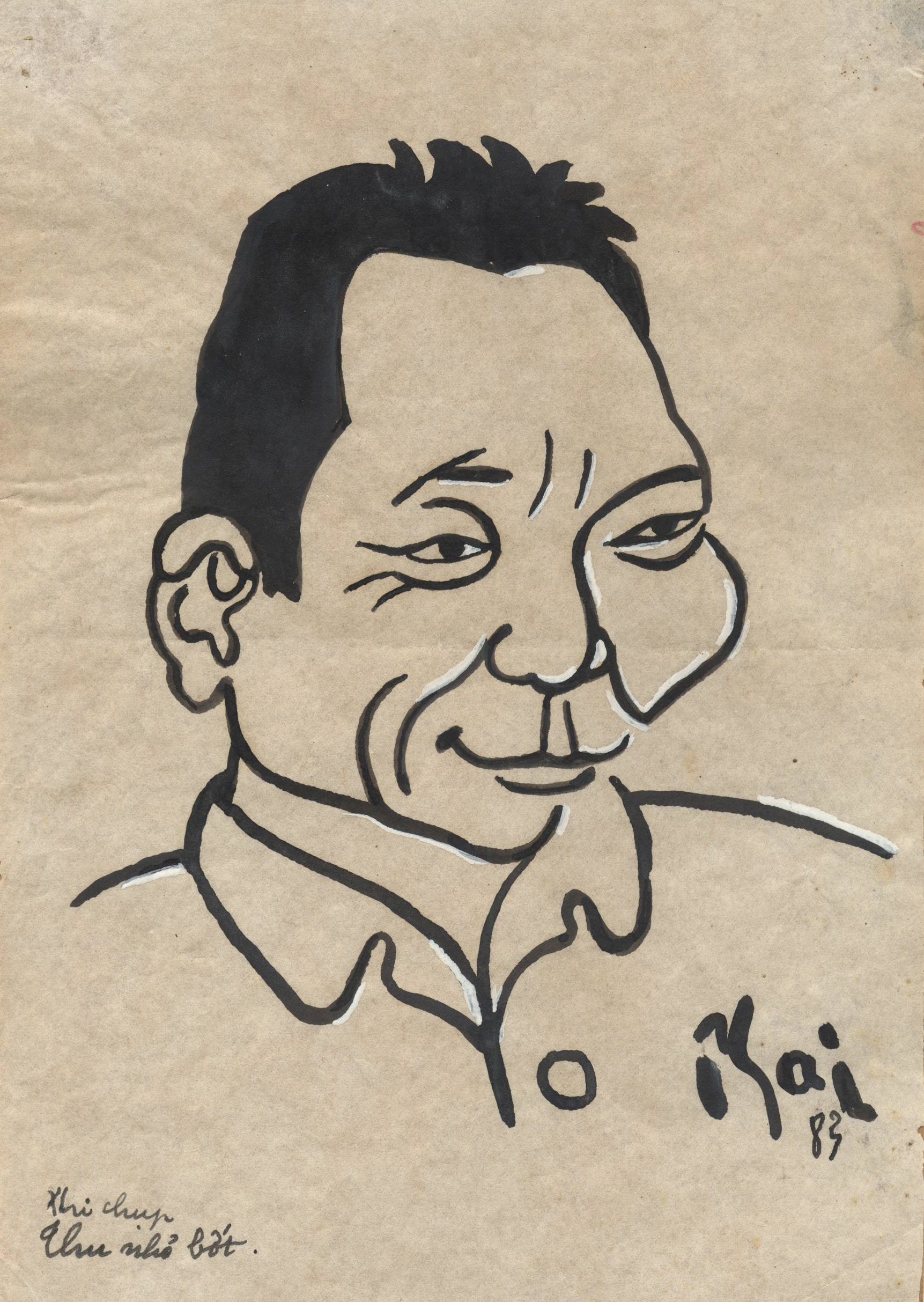
Portrait du poète Duong Quan par Bui Xuan Phai.

L'artiste réside  dans  les rues pittoresques du vieux quartier d'Hanoï, et, retranscrit les moments simples de la vie quotidienne. Il peint également des  scènes de chèo  (opéra traditionnel  populaire) et des centaines de portraits  de  ses amis à qui il les offrait..   
C’est seulement après sa mort que ses œuvres gagnent en popularité, grâce aux expositions rétrospectives.  
En 1996, à titre posthume, il reçoit  le prix Ho Chi Minh. Il fait désormais partie des artistes majeurs de l’École de Hanoï. Ses peintures sur le vieux quartier de Hanoi sont particulièrement appréciées.
Certaines de ses toiles ne sont révélées au public que récemment. En 2019 ses œuvres sont présentées dans une exposition dans laquelle les visiteurs sont munis de caméra "Devant la caméra, on se rend vite compte que l'on fait partie d'un tableau de l' artiste vietnamien de premier plan, Bui Xuan Phai (1920-1988). C'est la première fois que des œuvres d'un maître des beaux-arts vietnamiens sont présentées de cette manière. L'exposition a ouvert ses portes vendredi au Musée de Hanoi et présente 100 peintures réparties en trois catégories - les rues de Hanoi, le cheo (opéra traditionnel) et les croquis de la famille et des amis - qui ont été numérisées et projetées grâce à la technologie de cartographie 3D".
Bui Xuan Phai est exposé à l'exposition de 1998 à Paris (organisée par la Direction des affaires culturelles de la Ville de Paris et l'Association française d'action artistique) où sont présentées une centaine d'œuvres  offrant un panorama chronologique de l'art vietnamien, de la création de l'Ecole des beaux-arts de Hanoi en 1925 à 1995 . Dans le catalogue de cette exposition  Paris - Hanoï - Saïgon, l'aventure de l'art moderne au Viêt Nam il est rapporté  une phrase de ce qu'Il écrivait dans son journal intime : " Peindre, c'est vivre et respirer, peindre passionnément, entretenir continuellement le feu. Le laisser refroidir c'est mourir. Ce qui fait la richesse d'un artiste ce n'est pas l'adresse de ses mains mais la richesse et la sensibilité de son âme" .
Marié avec Nguyen Thi Sinh, Bui Xuan Phai a un  fils -le second-, Bui Thanh Phuong, né en 1956,  également peintre. 
À l'occasion du 85e anniversaire de la naissance de l'artiste, en 2008, est créé le Prix Bùi Xuân Phai  à l'initiative du journal Thê thao & Van hoa ainsi que de la famille du peintre afin d'honorer les auteurs et œuvres, vietnamiens ou non, qui témoignent d’un amour particulier pour HanoÏ.

## Œuvres

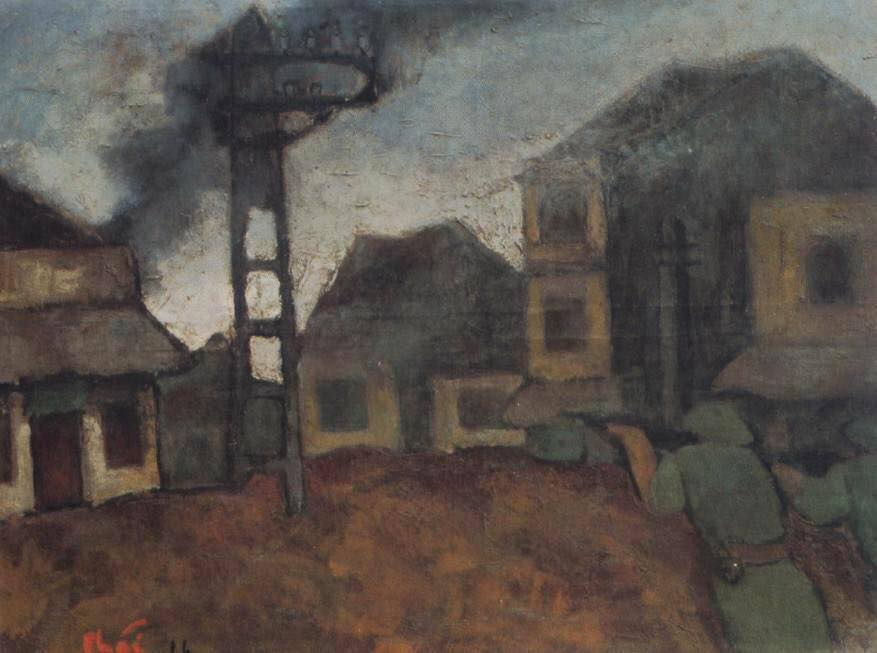
Hanoï 1946, par Bùi Xuân Phái.

- Nu assis, début des années 1970, pigments sur carton, Minneapolis Institute of Art
- Figure sur le chemin rose, pigments sur papier, Minneapolis Institute of Art
- Vieux quartiers de Hanoï (Phố cổ Hà Nội), 1972
- Résistance à Hanoï (Hà Nội káng chiến), 1966
- Une charrette à bœufs dans le vieux quartier (Xe bò trong phố cổ, 1972
- Rue déserte (Phố vắng), 1981
- Maquillage avant une représentation du Cheo (Hóa trang sân khấu chèo), 1968
- Scène Cheo  (Sân khấu chèo) , 1968
- Un couple Cheo (Vợ chồng chèo) , 1967
- Avant le lever du  du rideau (Trước giờ biểu diễn),  1984
- Portrait de Tran Quy Trinh, 1971